# Cacostomus squamosus
Cacostomus squamosus là một loài bọ cánh cứng trong họ Lucanidae. Nó sống ở Úc.